# Frank P. Flint

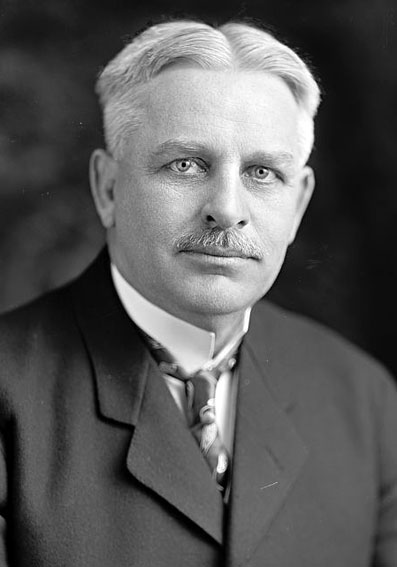
Frank P. Flint

Frank Putnam Flint (* 15. Juli 1862 in North Reading, Middlesex County, Massachusetts; † 11. Februar 1929) war ein US-amerikanischer Politiker (Republikanische Partei), der den Bundesstaat Kalifornien im US-Senat vertrat.
Frank Flint zog 1869 mit seinen Eltern nach San Francisco, wo der Junge die öffentlichen Schulen besuchte. Ab 1887 lebte er in Los Angeles. Dort war er von 1888 bis 1892 als stellvertretender US Marshal beschäftigt; ab 1892 arbeitete er als Beamter im Büro des Bezirksstaatsanwaltes. Im selben Jahr wurde er nach Abschluss seiner juristischen Ausbildung in die Anwaltskammer aufgenommen, woraufhin er in Los Angeles zu praktizieren begann.
Von 1892 bis 1893 war Flint stellvertretender Bundesstaatsanwalt; eine Amtszeit als Richter am Kammergericht (Superior Court) des Los Angeles County schloss sich von 1895 bis 1897 an. Schließlich übte er von 1897 bis 1901 das Amt des Bundesstaatsanwaltes für den südlichen Distrikt von Kalifornien aus.
Am 4. März 1905 zog Flint nach erfolgreicher Wahl in den US-Senat in Washington, D.C. ein, wo er eine sechsjährige Amtsperiode absolvierte. Danach trat er nicht mehr zur Wiederwahl an. Während seiner Zeit als Senator war er unter anderem Vorsitzender des Committee on Geological Survey und des Committee on Interoceanic Canals. Nach seinem Ausscheiden aus dem Senat wurde er wieder Anwalt in Los Angeles. Er betätigte sich auch im Bankgewerbe und wurde 1917 außerdem Mitglied der staatlichen Siedlungsbehörde von Kalifornien.
Frank Flint starb am 11. Februar 1929 an Bord eines Dampfschiffes, auf dem er eine Weltreise unternehmen wollte. Er wurde auf dem Forest Lawn Memorial Park Cemetery in Glendale beigesetzt. Die Stadt La Cañada Flintridge in Kalifornien ist zu einem Teil nach dem ehemaligen Senator benannt.